# Haworthia blackburniae var. graminifolia
'Haworthia blackburniae var. graminifolia, és una varietat de Haworthia blackburniae del gènere Haworthia de la subfamília de les asfodelòidies.

## Descripció
Haworthia blackburniae var. graminifolia és una planta suculenta perennifòlia, les seves fulles són de color verd fosc, poden tenir més de 300 mm de llargada, però poques vegades fan més de 1,5 mm d'ample. Estan més canalitzats que en el cas de H. blackburniae, i els marges estan armats amb diminutes dents blanques. Les bases de les fulles són grans i fibroses, semblants al paper per a res inflades o com bulbs. Les arrels en canvi estan molt engrossides i carnoses. L'estreta unió a la tija es trenca o fa malbé amb molta facilitat i ha de protegir-se quan es mouen les plantes.
La inflorescència fa fins a 63 cm d'altura, amb un peduncle simple que fa al voltant de 1,5 mm diàmetre, 43 cm de llarg, bracteat. El raïm fa al voltant d'uns 20 cm de llarg, laxe, amb unes 18 flors i poncelles, de 2 a 3 flors obertes simultàniament, bràctees florals membranoses, de 2.5 mm de llarg, aquillades amb fines venes verdoses. Els pedicels fan de 4 mm de llarg, 0,5 mm de diàmetre, erectes. El periant és blanc amb quilles verdes fins als segments, de 12 mm de llarg, comprimit a la base, en forma d'embut, corbat; tub de més o menys 3 mm d'ample, constret a 2 mm per sobre; segments lliures fins a la base, extremitat 2 amb llavis; segments posteriors lleugerament recorbats, estesos, amb venes marronoses; la part exterior poc corbada, estesa, blanca amb vetes verdes. Té 6 estams amb dues longituds de 2,5 i 3,5 mm de llarg, inserits dins el tub del periant. L'ovari fa 2,5 mm de llarg, 1,75 mm de diàmetre, verd amb estil d'1 mm de llarg, recte, capitat.

## Distribució i hàbitat
Aquesta rara varietat creix a la província sud-africana del Cap Occidental i concretament creix a Schoemanspoort, al nord d'Oudtshoorn. Es troba en vessants més alts i més freds del sud i creix a l'hivern. No és tan prolífic com H. blackburniae, tot i que J. Dekenah va parlar d'enormes grups que sobresurten per sobre de la carretera entre Oudtshoorn i les coves de Cango. Això mai s'ha confirmat i H. graminifolia segueix sent molt escassa.

## Taxonomia
Haworthia blackburniae var. graminifolia va ser descrita per M.B.Bayer i publicat a Haworthia Revisited: 41, a l'any 1999.
Etimologia
Haworthia: nom en honor del botànic britànic Adrian Hardy Haworth (1767-1833).
blackburniae: epítet en honor probablement de l'esposa de H. Blackburn el 1936. El seu marit era el cap d'estació de Calitzdorp, Cap Occidental (Sud-àfrica).
var. graminifolia: epítet llatí que significa "amb fulles hebàcies"
Sinonímia
- Haworthia derustensis (M.B.Bayer) M.Hayashi, Haworthia Study 3: 13 (2000).
- Haworthia graminifolia var. derustensis (M.B.Bayer) Breuer, Alsterworthia Int. 16(2): 5 (2016).[7]